# Alán Jugáyev (luchador, 1990)
Alán Lavréntievich Jugáyev –en ruso, Алан Лаврентьевич Хугаев– (Vladikavkaz, 18 de octubre de 1990) es un deportista ruso de origen osetio que compite en lucha libre. Ganó una medalla de bronce en el Campeonato Europeo de Lucha de 2014, en la categoría de 125 kg.

## Palmarés internacional
| Campeonato Europeo | Campeonato Europeo | Campeonato Europeo | Campeonato Europeo |
| Año                | Lugar              | Medalla            | Categoría          |
| ------------------ | ------------------ | ------------------ | ------------------ |
| 2014               | Vantaa (Finlandia) | Medalla de plata   | 125 kg             |